# Славутич (залізнична станція)
Славу́тич — проміжна залізнична станція 3-го класу Київської дирекції Південно-західної залізниці на електрифікованій лінії Чернігів — Семиходи між станціями Жукотки (17 км) та Неданчичі (8 км). Розташована в місті Славутич Вишгородського району Київської області. Поруч зі станцією пролягає адміністративний кордон з Чернігівською областю. 

## Історія
У 1930 році на новозбудованій лінії Чернігів — Овруч було відкрито роз'їзд Нерафа. Внаслідок Чорнобильської катастрофи було ухвалено рішення про будівництво замість міста Прип'ять нового міста для працівників Чорнобильської АЕС та обрано вільні землі біля роз'їзду Нерафа.
У 1987—1988 роках на місці роз'їзду Нерафа побудова станція Славутич. У 1988 році електрифікована лінія змінним струмом (~25 кВ) до станції Славутич.

## Пасажирське сполучення
На станції зупиняються приміські поїзди до станцій Київ-Пасажирський, Чернігів та регіональний електропоїзд до станції Фастів I.
Станція обладнана високими платформами, звідки крім приміських поїздів вирушали службові електропоїзди сполученням Славутич — Семиходи для працівників Чорнобильської АЕС. Наразі, через повномасштабне російське вторгнення в Україну, рух поїздів тимчасово припинено.
З 2 червня 2022 року відновлено рух пасажирських поїздів між Черніговом та Славутичем. Це стало можливим після відновлення залізничного мосту у Чернігівській області, який був підірваний російськими окупантами 28 лютого 2022 року повномасштабного російського вторгнення в Україну. В обласному центрі є можливість здійснити пересадку на приміські електропоїзди, що курсують у напрямку Києва, на якій існує узгоджена пересадка на приміські електропоїзди. Відновлення логістики залізничного сполучення є надзвичайно важливою через активне повернення населення міста.

## Галерея

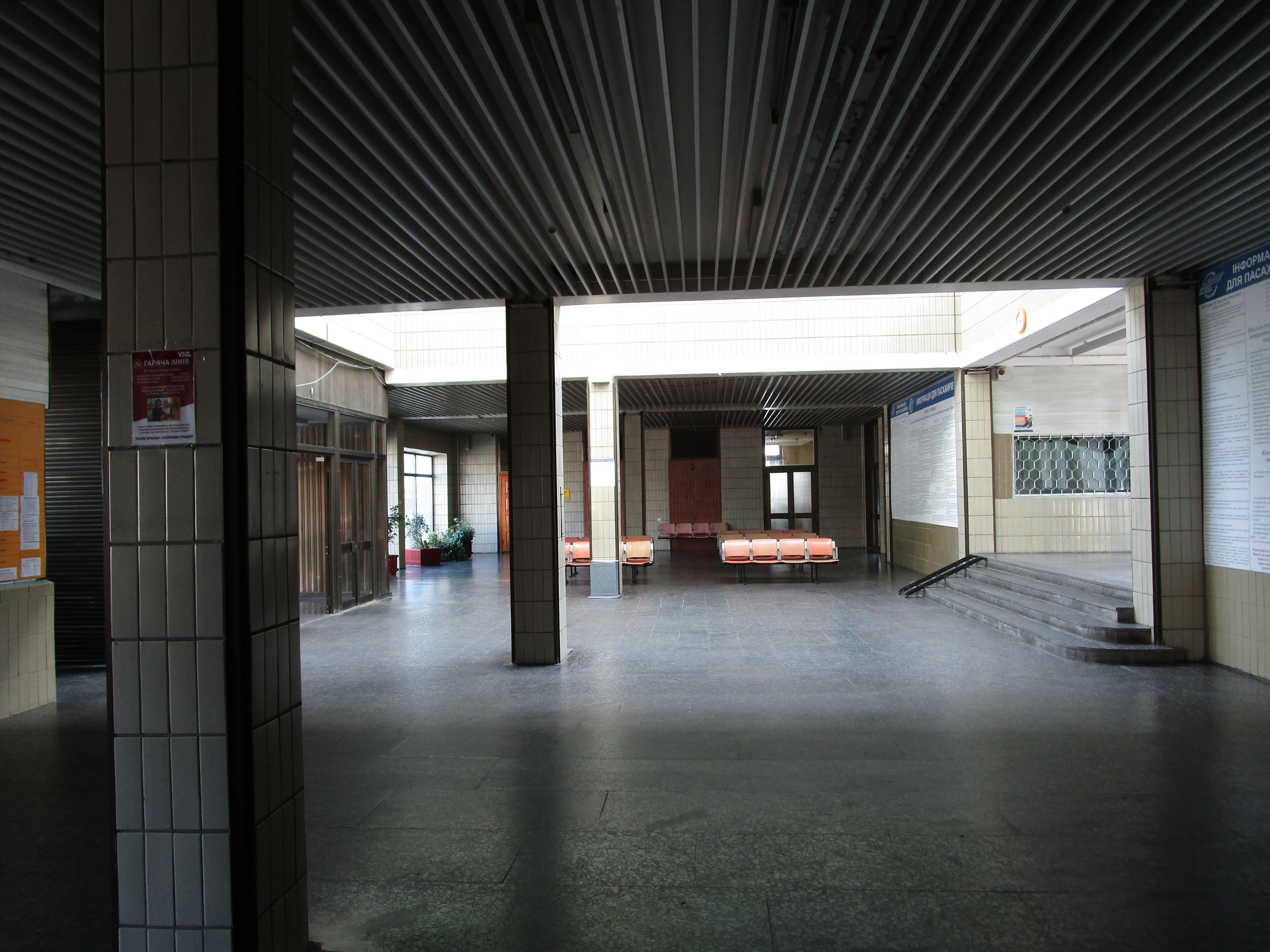
Інтер'єр вокзалу
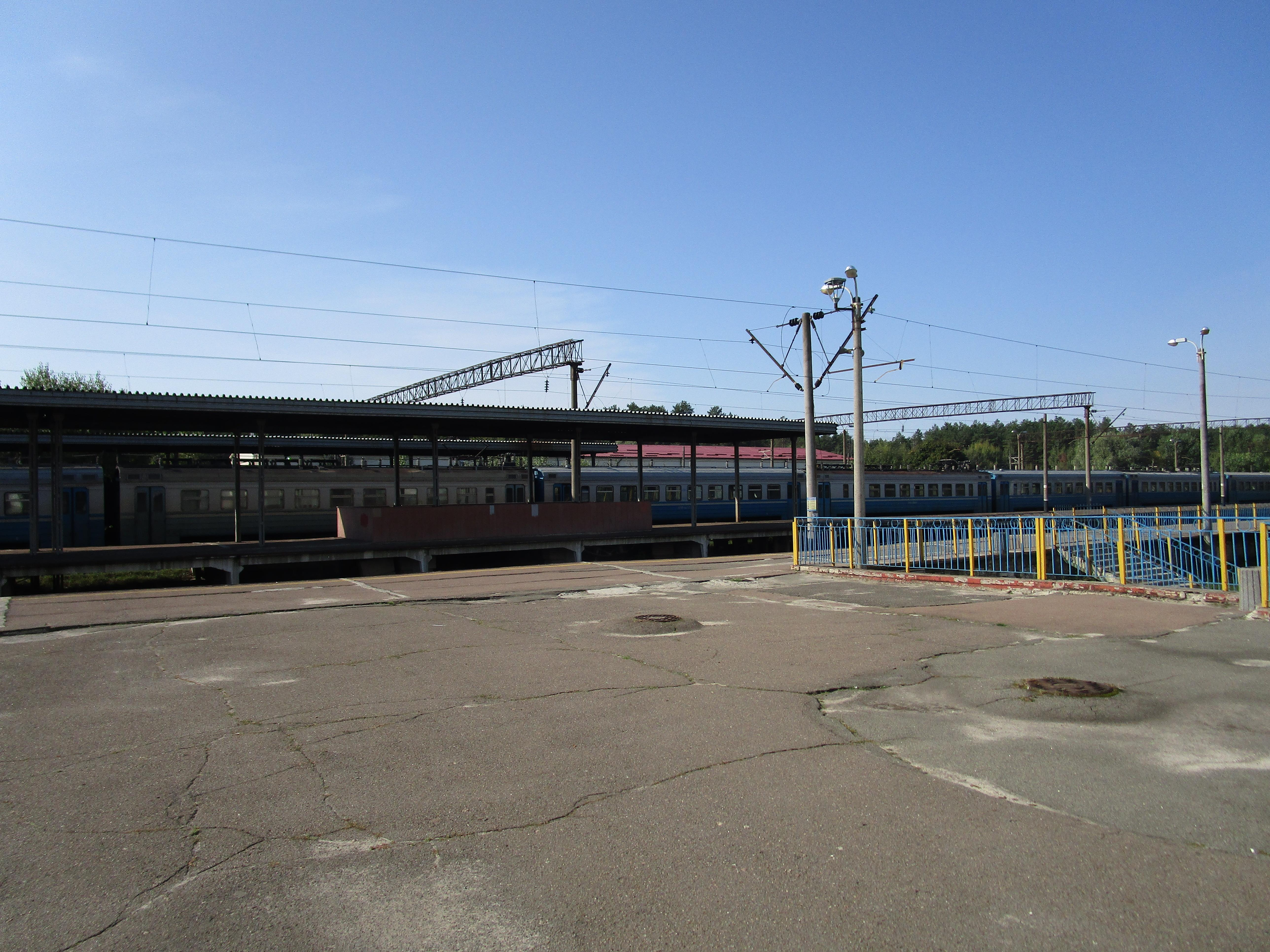
Пасажирські платформи
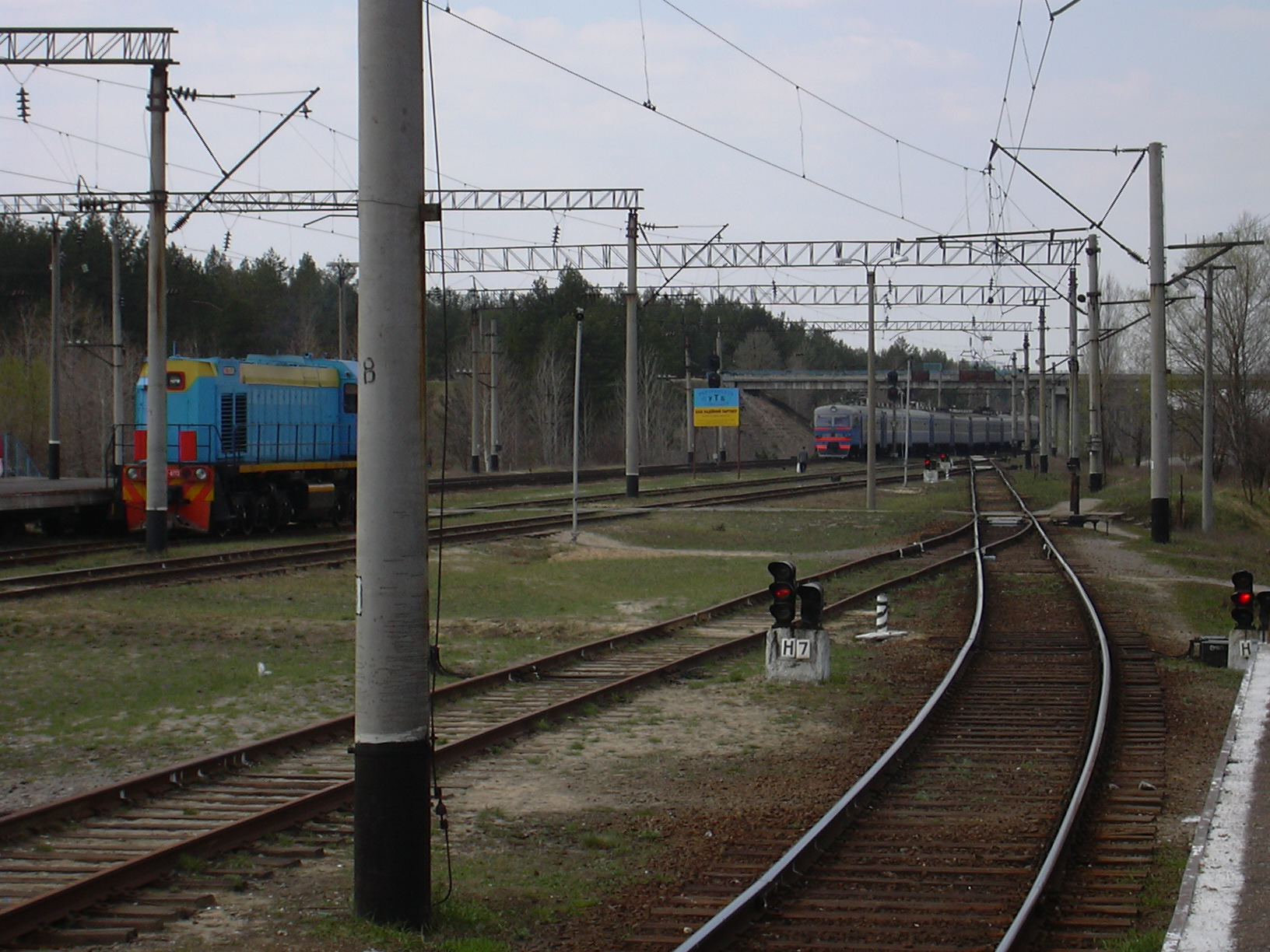
Краєвид станції